# Bygdeträsket
Bygdeträsket, även kallad Stora Bygdeträsket, är en sjö i Skellefteå kommun i Västerbotten och ingår i Rickleåns huvudavrinningsområde. Sjön har en area på 29,3 kvadratkilometer och ligger 131 meter över havet.
Sjön avvattnas av Rickleån till Bottenviken och är normalt isbelagd från december till maj. Vid sjön ligger bland annat tätorten Bygdsiljum och byarna Bygdeträsk och Kvarnbyn. Sjöns största djup är 50 meter. Bygdeträsket är landskapet Västerbottens största sjö. Arealen uppgår till 29 km².

## Delavrinningsområde
Bygdeträsket ingår i delavrinningsområde (715355-172385) som SMHI kallar för Utloppet av Bygdeträsket. Medelhöjden är 149 meter över havet och ytan är 61,47 kvadratkilometer. Räknas de 133 avrinningsområdena uppströms in blir den ackumulerade arean 1 353,94 kvadratkilometer. Avrinningsområdets utflöde Rickleån mynnar i havet. Avrinningsområdet består mestadels av skog (36 procent). Avrinningsområdet har 29,18 kvadratkilometer vattenytor vilket ger det en sjöprocent på 47,5 procent.